# Euxoa rangnowi
Euxoa rangnowi là một loài bướm đêm trong họ Noctuidae.